# Lorenz Lampl

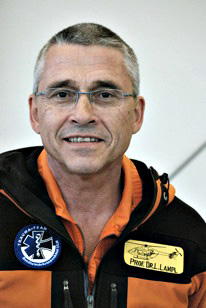
Lorenz Lampl

Lorenz Andreas Lampl (* 17. Januar 1955 in Fürstenfeldbruck) ist ein deutscher Mediziner und Oberstarzt a. D. Von 1998 bis 2018 war er Klinischer Direktor der Abteilung Anästhesie und Intensivmedizin im Bundeswehrkrankenhaus Ulm.

## Leben
Lorenz Lampl studierte von 1974 bis 1981 Humanmedizin an der Ludwig-Maximilians-Universität München und an der Universität Wien. Mit Studienende erfolgte 1981 die Promotion. Anschließend trat er in die Bundeswehr als wehrpflichtiger Stabsarzt ein. Nach seiner Weiterbildung zum Facharzt am Bundeswehrkrankenhaus Ulm und am Klinikum der Universität Ulm erlangte er 1985 die Facharztqualifikation als Anästhesiologe. 1986 wurde er zum Oberarzt und 1998 zum Leitenden Arzt der Abteilung für Anästhesiologie und Intensivmedizin des Bundeswehrkrankenhauses Ulm ernannt. 1994 habilitierte er sich und erhielt die Venia legendi für das Fachgebiet Anästhesiologie. Er hat eine außerplanmäßige Professur an der Universität Ulm inne. Am 31. Juli 2018 wurde Lorenz Lampl in den Ruhestand verabschiedet.
Seine wissenschaftlichen Schwerpunkte liegen in den Bereichen Präklinische Notfallversorgung mit Schwerpunkt Traumatologie und hyperbare Therapie in der Intensivmedizin.
Lampl nahm an sieben militärischen Auslandseinsätzen teil.

## Veröffentlichungen
- Zum Stoffwechselverlauf des Diabetes mellitus – klinisch-dokumentarische Pilotstudie anhand eines Kollektivs von 100 Diabetikern. Dissertation, Ludwig-Maximilians-Universität München, 1981.
- Physiologische Chemie. Mediscript, München 1982, ISBN 3-88320-004-2.
- Dermatologie – ein Kompendium. Mediscript, München 1983, ISBN 3-88320-098-0.
- Veränderungen der Hämostase als unmittelbare Folge der Polytraumatisierung: Untersuchungen zur Charakterisierung von Störungen der Blutgerinnung und der Fibrinolyse im Zeitraum der notärztlichen Versorgung mehrfachverletzter Patienten. Pabst Science Publishers, Lengerich 1996, ISBN 3-931660-32-X (Habilitationsschrift, Universität Ulm, 1994).
- Chapter 2.2.5: Intracranial Abscess. In: Daniel Mathieu (Hrsg.): Handbook on Hyperbaric Medicine. Springer, Dordrecht 2006, ISBN 1-4020-4376-7, S. 291–304.
- Hyperbare Oxygenation. In: Hugo Van Aken et al. (Hrsg.): Intensivmedizin (= AINS. Bd. 2). 2., überarbeitete Auflage. Thieme, Stuttgart/New York 2007, S. 1425–1436.
- Luftrettungsdienst. In: Jens Scholz et al. (Hrsg.): Notfallmedizin. 2., vollständig überarbeitete Auflage. Thieme 2008, ISBN 978-3-13-112782-2, S. 450–456.
- Chapter 23: Hyperbaric Oxygen in Intracranial Abscess. In: Eric P. Kindwall, Harry T. Whelan (Hrsg.): Hyperbaric Medicine Practice. 3rd edition. Best Publishing Company, Flagstaff 2008, ISBN 978-1-930536-49-4, S. 637–654.
- mit Thomas Dietze: Anästhesie und Intensivmedizin. In: Christian Willy (Hrsg.): Weltweit im Einsatz – der Sanitätsdienst der Bundeswehr 2010. Auftrag, Spektrum, Chancen. Bonn 2009, S. 206–217.